# Claire Mathieu
Claire Mathieu, auch bekannt als Claire Kenyon (* 9. März 1965 in Caen) ist eine französische Informatikerin und Mathematikerin, die für ihre Forschungen zu Approximationsalgorithmen, Online-Algorithmen und Auktionstheorie bekannt ist. Sie arbeitet als Forschungsleiterin am Centre national de la recherche scientifique.

## Leben

### Kindheit und Bildung
Claire Mathieu besuchte von 1974 bis 1977 das Collège Marcel Pagnol in Caen und von 1977 bis 1981 das Gymnasium François Couperin in Fontainebleau, wo sie ihr Abitur machte. Nach zwei Jahren classe préparatoire am Lycée Louis-le-Grand in Paris trat sie 1983 in die École normale supérieure de jeunes filles ein. Im Jahr 1984 erwarb sie einen Master-Abschluss in Mathematik an der Universität Paris VII. In der Absicht, in der Mathematik zu forschen, musste sie dann einen Informatikkurs belegen. Sie nahm nur widerwillig an dem Kurs teil, aber schließlich gefiel er ihr so gut, dass sie beschloss, ihr Studium in diesem Bereich fortzusetzen. Sie erwarb 1985 ein DEA (Diplôme d'études approfondies) in Informatik an der Universität Paris-Süd (Paris-XI) und promovierte 1988 in Informatik an derselben Universität unter der Leitung von Claude Puech.

### Karriere
Sie begann ihre Karriere in den Vereinigten Staaten als Postdoktorandin an der Princeton University von 1988 bis 1989 und arbeitete dann von 1989 bis 1990 beim Center for Discrete Mathematics and Theoretical Computer Science (DIMACS), einem Universitätslabor, das mit großen amerikanischen Unternehmen zusammenarbeitet. 1990 kehrte sie nach Frankreich zurück, wo sie bis 1997 am CNRS und an der École normale supérieure de Lyon arbeitete. Gleichzeitig war sie in den Jahren 1992, 1994 und 1996 Gastprofessorin an der University of California in Berkeley und 1997 an der Cornell University. Sie habilitierte sich 1996 an der Universität Lyon I für die Leitung von Forschungsprojekten. Von 1997 bis 2002 war sie Professorin für Informatik an der Universität Paris-Süd und von 2002 bis 2004 an der École polytechnique. Von 2002 bis 2004 war sie außerdem Juniormitglied des Institut universitaire de France und 2003 Gastprofessorin an der Princeton University. Sie kehrte in die Vereinigten Staaten zurück und lehrte von 2004 bis 2012 an der Brown University. Sie kehrte nach Frankreich zurück, wo sie seit 2012 als Forschungsdirektorin am CNRS tätig ist. Zugleich ist sie von 2014 bis 2016 außerordentliche Professorin für Informatik an der École normale supérieure (Paris). Im akademischen Jahr 2017–2018 hat sie den jährlichen Lehrstuhl für Informatik und digitale Wissenschaften am Collège de France in Partnerschaft mit Inria inne. Ihr Kurs ist Algorithmen und ihre Antrittsvorlesung fand am 16. November 2017 statt.
Neben ihrer Forschungs- und Lehrtätigkeit ist sie an der Organisation mehrerer wissenschaftlicher Konferenzen beteiligt und arbeitet in verschiedenen wissenschaftlichen Ausschüssen mit, insbesondere an Schulen und Universitäten in Frankreich und im Ausland. Sie war auch Herausgeberin wissenschaftlicher Fachzeitschriften wie ESAIM Probabilites et Statistiques von 2001 bis 2004, Algorithmica von 2004 bis 2010, SIAM Journal on Computing (SICOMP) von 2010 bis 2016.

## Forschung und Lehre
Claire Mathieu forscht auf dem Gebiet der Algorithmen, insbesondere bei der Entwicklung von Approximationsalgorithmen, d. h. Algorithmen zur Suche nach quasi-optimalen Lösungen für Probleme, die schwer exakt zu lösen sind. Ihr Interesse gilt der Modellierung sozialer Netzwerke, der Rekonstruktion verborgener Graphen und planarer Graphen.

## Popularisierung
Claire Mathieu hielt im Rahmen der von der Union des professeurs de classes préparatoires scientifiques (UPS), der Société mathématique de France (SMF), der Société française de physique (SFP) und dem Institut d'astrophysique de Paris (IAP) organisierten Reihe „Une question, un chercheur“ einen Vortrag für die breite Öffentlichkeit über die Stellung der Frauen in der Forschung der theoretischen Informatik mit dem Titel „Die gläserne Decke in den sozialen Netzwerken“.

## Parcoursup
2017 war Claire Mathieu zusammen mit Hugo Gimbert an der Entwicklung des Algorithmus zur Lösung des Stable Marriage Problems beteiligt, der von der Plattform Parcoursup verwendet wird, um die Wünsche der Bewerber für einen Studienplatz an einer Universität oder Hochschule zu bewerten.

## Auszeichnungen
Claire Mathieu war 2014 Gastrednerin auf dem International Colloquium on Automata, Languages and Programming (ICALP) und 2015 auf dem Symposium on Discrete Algorithms (SODA).
Im Jahr 2019 wurde sie mit der Silbermedaille des CNRS ausgezeichnet, mit der „ein Forscher für die Originalität, Qualität und Bedeutung seiner Arbeit, die national und international anerkannt ist, ausgezeichnet wird“.
Ende Dezember 2019 wurde sie zum Mitglied der Académie des sciences in der Sektion Maschinenbau und Informatik gewählt.
Im Jahr 2020 wurde sie zum Ritter der Ehrenlegion ernannt.